# Anatolobrium eggeri
Anatolobrium eggeri là một loài bọ cánh cứng trong họ Cerambycidae.